# Boris Landry Kabi
Boris Landré Kabi, ou Boris Landry Kabi, né le 12 décembre 1984 à Abidjan (Côte d'Ivoire), est un joueur ivoirien de football.

## Carrière
Cet attaquant évolue dans le club marocain de l'Olympique de Safi lors de la saison 2007-2008. Il est prêté l'année suivante à Al-Raed, dans le championnat d'Arabie saoudite, pour lequel il marque neuf buts en championnat. En 2009, il signe à l'Ajman Club, aux Émirats arabes unis, équipe reléguée en fin de saison. Il est alors de nouveau prêté, à Al-Dhafra, pour la saison 2010-2011. 
En 2011 il signe au Koweït SC, dans le championnat du Koweït, club avec lequel il dispute la finale de la Coupe de l'AFC 2011. Il marque un but en finale mais ne peut empêcher la défaite de son équipe face au club ouzbek d'Nasaf Qarshi (1-2).